# Kikki, Bettan & Lotta
Kikki, Bettan & Lotta var en supertrio. Den var aktiv fra 2001 til 2004 og bestod af Kikki Danielsson, Elisabeth Andreassen og Lotta Engberg.

## Diskografi

### Album
- 20 år med oss - 2002
- Live från Rondo - 2003

### Singler
- Vem é dé du vill ha - 2002

## Svensktoppen-sanger
- Vem é dé du vill ha - 2002